# イソシアン酸
イソシアン酸（いそしあんさん）はHN=C=Oの構造式をもつ無機化合物で、弱酸。異性体にはシアン酸（HOCN）と雷酸（HCNO）がある。これらの異性体とともにリービッヒとヴェーラーにより発見された。無色、沸点は23.5 ℃で揮発性、毒性がある。　
異性体のシアン酸と雷酸が不安定なのに対し、イソシアン酸は比較的安定である。溶液でも非プロトン性溶媒の希薄溶液ならば安定である。しかし水などのプロトン性溶媒中ではシアン酸と互変異性がある。また固体でも低温で光分解によりイソシアン酸に変化する。ただイソシアン酸は不安定なのでシアン酸に戻りやすい。シアン酸の水素原子を他の基に置き換えた形の化合物（塩またはエステル）をイソシアネートという。

## 合成
イソシアン酸はシアン酸カリウムなどシアン酸塩に由来するシアン酸イオンを、塩化水素やその他の酸でプロトン化すると得られる。
{\displaystyle {\ce {H^+ \ + NCO^- -> HNCO}}}
またシアヌル酸（シアン酸の重合生成物）の熱分解でも得られる。

## 反応
加水分解により、二酸化炭素とアンモニアを生じる。
{\displaystyle {\ce {HNCO\ + H2O -> CO2\ + NH3}}}
高濃度では重合し、三量体のシアヌル酸または多量体のシアメリド（cyamelide）に変化する。また、アンモニア・アミンと反応し尿素またはその誘導体を生じる。
{\displaystyle {\ce {HNCO\ + RNH2 -> RNHC(O)NH2}}}